# Der Stürmer
Der Stürmer (algo como "O Tempestuoso" ou "O Atacador") foi um semanário nazista publicado por Julius Streicher de 1923 até o fim da Segunda Guerra Mundial em 1945, com breves interrupções de circulação devido a dificuldades legais. Foi parte significativa da máquina de propaganda nazista e era veementemente antissemita. Diferentemente do Völkischer Beobachter, o jornal oficial do partido que dava a si mesmo uma aparência externamente séria, o Der Stürmer fazia o estilo tablóide e freqüentemente publicava material tais como caricaturas anti-semitas e acusações de cunho panfletário contra os judeus. Além disto, fazia propaganda de textos anticomunistas, anticapitalistas  com o objetivo de conquistar um público mais amplo, especialmente na classe baixa. O semanário apontava que os judeus eram os responsáveis  pela Degeneração e a Anarquia no mundo e os causadores da Polarização política na Alemanha de Weimar,da Grande Depressão em 1929,do Bolchevismo na Rússia e da Desigualdade social no mundo.